# Inkretin
Inkretini so skupina polipeptidnih hormonov enteroendokrinih celic tankega črevesa, ki po hranjenju spodbujajo izločanje inzulina; vplivajo na več kot 70 odstotkov celotne sekrecije inzulina iz trebušne slinavke pri posameznem obroku. Hkrati zavirajo izločanje glukagona. Odgovorni so za t. i. »inkretinski učinek«, za katerega je značilno mnogo višje izločanje inzulina iz β-celic trebušne slinavke po zaužitju glukoze skozi usta v primerjavi z njenim injiciranjem. Inaktivira jih encim dipeptidil peptidaza 4.
Najpomembnejša inkretinska hormona sta glukagonu podobni peptid-1 (GLP-1), ki ga izločajo celice L distalnega dela tankega črevesa, in gastrični insulinotropni polipeptid (GIP), ki ga izločajo celice K proksimalnega dela tankega črevesa.

## Klinični pomen
Inkretinski učinek je pri bolnikih s sladkorno boleznijo tipa 2 močno oslabljen, kar pomembno prispeva k porastu krvnega sladkorna po obroku. Za zdravljenje sladkorne bolezni tipa 2 so tako na voljo učinkovine, ki delujejo na inkretinski sistem, in sicer agonisti receptorja za glukagonu podobni peptid 1 in zaviralci dipeptidil peptidaze 4.